# さまよう刃
『さまよう刃』（さまようやいば）は、東野圭吾による長編小説。『週刊朝日』にて連載された。現在まで、150万部を超すベストセラーとなった。
2009年、東映により、益子昌一監督、寺尾聰主演で映画化された。
2014年、韓国においてEcho FilmおよびCJ E&M Corp.により、監督イ・ジェンホ、主演チョン・ジェヨン、イ・ソンミン、キム・ジヒョクで映画化された。
2021年5月からWOWOWにより、片山慎三監督、竹野内豊主演でテレビドラマ化されている。

## あらすじ
会社員の長峰重樹にとって、一人娘の絵摩はかけがえのない存在だった。その愛娘が、ある日、無残な遺体となって発見される。深い悲しみに打ちひしがれる長峰のもとに、数日後、犯人の名と居場所を告げる謎の密告電話が入る。
葛藤の末、長峰は電話で指示されたアパートへと向かう。人気のない部屋に足を踏み入れ、室内を捜索すると、複数のビデオテープが目に留まる。再生された映像には、目を覆うべき娘の姿が記録されていた。信じがたい光景に激昂する長峰。その時、偶然帰宅した犯人の一人、伴崎敦也と遭遇する。激しい怒りに駆られた長峰は、伴崎に手を下し、命を奪ってしまう。 かろうじて息を残す伴崎から、もう一人の犯人、菅野快児の潜伏先を聞き出した長峰は、菅野の行方を追う。
少年犯罪の被害者遺族の慟哭、そして「正義」とは何なのか。誰が、いかなる資格で犯人を裁くのか。長峰の怒りと悲しみが交錯する中で、衝撃の結末が待ち受ける。

## 登場人物
長峰 重樹（ながみね しげき）
埼玉県在住の短髪のサラリーマン。5年前に妻を亡くし、娘・絵摩との関係に苦悩していた。かつて射撃に熱中するも、半導体メーカーでIC設計に長年従事したためドライアイを患い断念。ドライアイは完治したが、老眼が始まっている。娘の復讐のため、射撃用ライフルを携え菅野快児を追う。伴崎の供述から長野県内のペンションに潜伏していると知り、「吉川武雄」と変名しペンション『クレセント』に滞在する。
長峰 絵摩（ながみね えま）
長峰の一人娘。15歳、高校1年生。容姿端麗で明るい性格。10歳で母親を亡くして以来、父子家庭で育つ。花火大会の帰り道、快児ら少年グループに襲われ、輪姦の末に死亡する。
中井 誠（なかい まこと）
敦也・快児の中学時代の同級生。高校も同時期に中退後、2人と行動を共にすることが多い。素行は良くなくアルバイトを解雇されるなどしているが、2人よりは人間的な良識を持つ。高校中退後、両親との関係は良好ではない。裏切りのリンチを恐れ、車を貸すなど協力してしまう。事件発覚後、強要されてアリバイ工作を行うが、警察の捜査に怯え、快児と敦也が犯人だと密告電話をかける。
伴崎 敦也（ともざき あつや）
快児と共に女性を襲い凌辱することに快楽を覚えていた。両親に暴力を振るい、半ば追い出されるようにアパートで一人暮らしを送るも、悪行を改めることはなかった。帰宅したところを長峰重樹に殺害される。
菅野 快児（すがの かいじ）
事件の主犯格。クロロホルムなどを準備し、絵摩以前にも複数の女性を襲い、その様子を撮影して脅迫に利用していた。性犯罪、特に強姦に性的欲求と趣味を見出している。敦也の死と未成年であることを利用し、国家権力に取り入ることで間接的に重樹を追い詰める。
織部 孝史（おりべ たかし）
警視庁捜査一課の刑事。
久塚（ひさつか）
警視庁捜査一課の刑事。久塚班班長。
真野（まの）
ベテラン刑事。通称・マーさん。
丹沢 和佳子（たんざわ わかこ）
一人息子の事故死を機に夫・祐二と離婚。現在は父親と長野県内でペンション『クレセント』を経営している。夫は未練を残している様子。宿泊客の吉川武雄が長峰重樹であることに気づくが、警察への通報を躊躇し、協力を申し出る。

## 書誌情報
- 単行本：2004年12月10日発売[1]、朝日新聞出版、ISBN 978-4-02-257968-3
- 文庫本：2008年5月24日発売[2]、角川文庫、ISBN 978-4-04-371806-1

## 映画（日本版）
2009年10月10日公開。配給は東映。モントリオール世界映画祭に出品された（受賞せず）。寺尾聰が第19回日本映画批評家大賞において主演男優賞を受賞した。DVDは2010年4月21日に発売。

### キャスト
長峰重樹 - 寺尾聰
56歳。建築士。妻は2年前に乳癌により他界。沢村の偽名でペンションに滞在する。
長峰絵摩 - 伊東遥
重樹の一人娘。少年グループにより殴打、輪姦の末、薬物投与により急性心不全で死亡。
木島和佳子 - 酒井美紀
重樹の滞在先、菅平のペンション経営。8歳の時母を亡くし父子家庭で育つ。重樹の気持ちを察し説得するが通報してしまう。
木島隆明 - 山谷初男
和佳子の父。男手一つで娘を育ててきたことで重樹に同感し、猟銃を渡し逃亡を手助けする。

#### 警視庁
織部孝史 - 竹野内豊
警視庁捜査一課の刑事。
真野信一 - 伊東四朗
警視庁捜査一課の刑事。
島田 - 長谷川初範
警視庁
伊藤 - 木下ほうか
警視庁捜査一課の刑事。
田中 - 池内万作
警視庁捜査一課の刑事。
渡辺憲吉
川崎 - 中村有志
長野県警

#### 少年グループ
菅野快児 - 岡田亮輔
主犯格の少年。
伴崎敦也 - 黒田耕平
主犯格の少年。犯行現場である足立区のアパートに一人暮らし。犯行時の様子をビデオで撮る。重樹に帰宅したところを刺されるが絶命するに至らず、様子を見に来た誠により最期を遂げる。
中井誠 - 佐藤貴広
快児らと高校時代に知り合い使い走りにされ続け、犯行時の車などの提供をさせられる。日ごろからの恨みから重樹に密告する。

#### その他
中井誠の父 - 小島康志
その他 - 富永研司、高瀬尚也、関戸雅志、吉田友紀、松本匠、森下サトシ、希野秀樹、田中伸一、宮本行、辻雄介、安藤智彦、奥村寛至、鳴海由子、伊藤弘子、渡辺杉枝、不二子、妖子、山田透、大滝奈穂、栗林里莉、宮田直樹、池田わたる、矢島俊作、荒木誠、土井きよ美、すだあけみ、渡辺隆、川岸貴紀、櫻木亮

### スタッフ
- 監督: 益子昌一
- 音楽: 川井憲次
- 撮影監督: 王敏（ワン・ミン）
- 照明: 三善章誉
- 配給：東映
- 製作：東映、テレビ朝日、オニオン、東映ビデオ、木下工務店、エイベックス・エンタテインメント、読売新聞、角川書店、ViViA、メ〜テレ、北海道テレビ放送、広島ホームテレビ、九州朝日放送、愛媛朝日テレビ、テレビ朝日サービス

## 映画（韓国版）
『ベストセラー』のイ・ジョンホ監督によって映画化され、2014年4月10日に韓国一般公開された。韓国での最終累計観客数989,593人、上映スクリーン総数1,462（韓国映画振興委員会資料による）。
原作に惚れ込んだ監督は脚本も担当したが、物静かなトーンで描いている日本版とは相反し、湧き上がる激しい感情やそれに伴う行動をしっかりと描きたかったため、改稿を繰り返し、完成した時には50稿に達していたという。
おおまかな粗筋は原作と同じだが、木島和佳子に該当する登場人物は出てこず、主人公は基本的に単独行動である。猟銃は劇中、偶然奪い取る設定になっており、その他にも警察内部のヒエラルキー問題を描くなど、ところどころ独自のアレンジが行われている。
主要なシーンの撮影は冬の江原道各所で行われた。
日本では9月6日より角川シネマ新宿、ヒューマントラストシネマ渋谷で公開された。

### キャスト
（）内は日本語吹替担当声優。
イ・サンヒョン  - チョン・ジェヨン（荒井勇樹）
原作の長峰に相当。繊維メーカーの管理職で40代前半の設定。
チャン・オクグァン刑事 - イ・ソンミン（里卓哉）
原作の真野に相当するが、韓国版では彼が警察側の主役に該当する。
パク・ヒョンス刑事 - ソ・ジェニョン（波多野和俊）
原作の織部に相当。
チョ・ドゥシク - イ・ジェスン（蟹江俊介）
原作の菅野に相当。
キム・チョリョン - キム・ジヒョク
原作の伴崎に相当。
キム・ミンギ　- チェ・サンウク
原作の中井に相当。
イ・スジン - イ・スビン（井上葵）
原作の絵摩に相当するが、中学生の設定になっている。
ヤン・テソム- キム・デミョン
原作にはないオリジナルの登場人物。非合法の風俗店を経営するヤクザで、サンヒョンは彼の元からショットガンを奪う。
ミンギの父親- チョン・ソギョン
原作ではサラリーマンだが、韓国版ではクリーニング店を経営。

### スタッフ
- 監督・脚本 - イ・ジョンホ[8]

## テレビドラマ
WOWOW開局30周年記念として、2021年5月15日から6月26日まで毎週土曜 22時00分 - 23時00分に「連続ドラマW」で放送された。主演は連続ドラマW初登場&初主演となる竹野内豊。全6回。

### キャスト（テレビドラマ）
- 長峰重樹 - 竹野内豊
- 木島和佳子 - 石田ゆり子[9][10][11]
- 織部孝史 - 三浦貴大[12]
- 真野寛治 - 古舘寛治[12]
- 小田切ゆかり - 瀧内公美[12]
- 中井誠 - 井上瑞稀（HiHi Jets / ジャニーズJr.）[13][14]
- 菅野快児 - 市川理矩
- 伴崎敦也 - 名村辰
- 長峰絵摩 - 河合優実
- 村越優佳 - 木﨑ゆりあ
- 菅野未知 - MEGUMI
- 川崎圭 - 勝矢
- 長峰絵里子 - 和田光沙
- 池田由美 - 竹内都子
- 鮎村武雄 - 松浦祐也
- 中井昌美 - 霧島れいか
- 織部梨沙子 - 徳永えり
- 中井泰造 - 堀部圭亮
- 木島隆明 - 本田博太郎[12]
- 久塚耕三 - 國村隼[12]

### スタッフ（テレビドラマ）
- 原作 - 東野圭吾
- 脚本 - 吉田紀子[9][10][11]
- 音楽 - 髙位妃楊子
- 監督 - 片山慎三[9][10][11]
- プロデューサー - 井上衛、渡邉浩仁
- 制作 - AX-ON
- 製作著作 - WOWOW

### 放送日程
| 各話   | 放送日  | サブタイトル |
| ------ | ------- | ------------ |
| 第1話  | 5月15日 |              |
| 第2話  | 5月22日 |              |
| 第3話  | 5月29日 |              |
| 第4話  | 6月05日 |              |
| 第5話  | 6月19日 |              |
| 最終話 | 6月26日 |              |

### 関連商品

#### DVD、Blu-ray
- 連続ドラマW 東野圭吾「さまよう刃」 DVD-BOX（2021年11月19日発売）

| WOWOW 連続ドラマW 土曜オリジナルドラマ     | WOWOW 連続ドラマW 土曜オリジナルドラマ             | WOWOW 連続ドラマW 土曜オリジナルドラマ |
| 前番組                                     | 番組名                                             | 次番組                                 |
| ------------------------------------------ | -------------------------------------------------- | -------------------------------------- |
| インフルエンス （2021年3月20日 - 4月17日） | 東野圭吾「さまよう刃」 （2021年5月15日 - 6月26日） | 黒鳥の湖 （2021年7月24日 - 8月21日）   |